# Phil Price

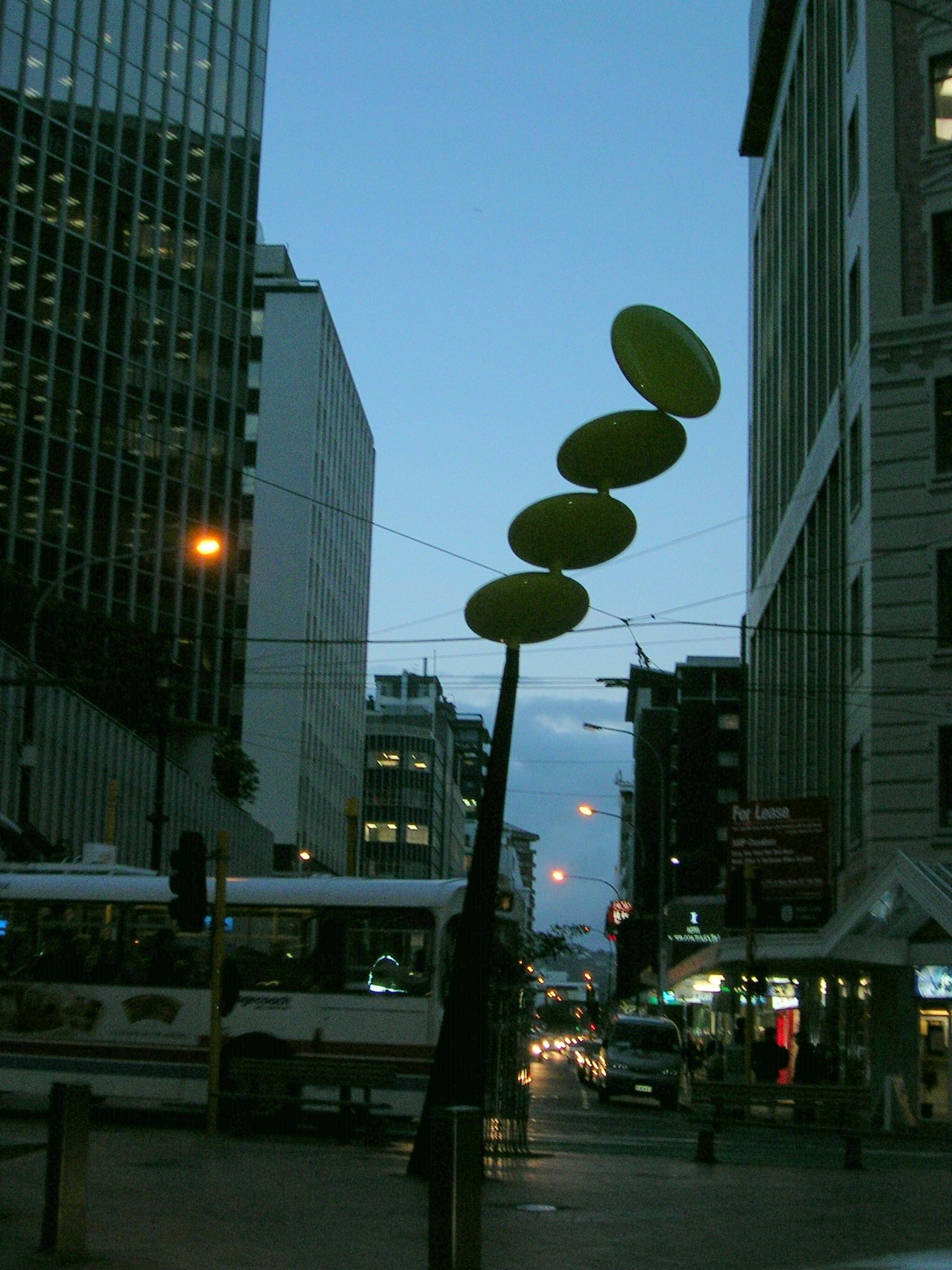
Protoplasma,en Wellington

Phil Price( Nelson, 1965)  es un escultor neozelandés, especializado en arte cinético.

## Datos biográficos
Phil Price estudió escultura desde 1984 hasta 1989 en la Escuela de Artes de la Universidad de Canterbury en Christchurch . Hasta 1992, se preparó para profesor en la Escuela Christchurch de Educación. Nombrado posteriormente profesor del Canterbury Christ College,  colaboró en proyectos artísticos especiales. En 2004 tomó un año sabático y viajó a Europa.  Desde 2005, está dedicado exclusivamente a la fabricación de objetos cinéticos a gran escala.
Las obras de Price son regularmente exhibidas en Nueva Zelanda , Australia y en 2009 durante la exposición de Escultura del Mar en Aarhus ( Dinamarca ). En 2009 se le encargó una obra (Ibis) como alegoría y conmemoración del centenario de Elisabeth Murdoch, fundadora en 1989 de la Fundación de Escultura Elisabeth Murdoch en Melbourne (ahora Galería McClelland y Parque de Escultura ).
Price vive y trabaja en Christchurch.

## Obras
Entre las mejores y más conocidas obras de Phil Price se incluyen las siguientes:

### Obras cinéticas (selección)
- 2002: El protoplasma, Wellington
- 2003: Alas de sasafrás - Sassafras Wings , Sídney
- 2003:  El citoplasma , Plaza Waitemata en Auckland
- 2004: Zephyr(Ometer) (32 metros de altura ), Wellington
- 2005: Ratytus , Galería McClelland y  Parque de Esculturas en Melbourne
- 2005: Conocimiento - Knowledge , Christchurch
- 2006:Núcleo - Nucleus , Christchurch
- 2006: Cassini , Arrowtown
- 2008: Dinornis maximus , Wellington
- 2008: Alas del ángel - Angel Wings , Canberra
- 2009: Organismo - Organism , Te Puni Village en la  Universidad Victoria de Wellington

### Galería de imágenes

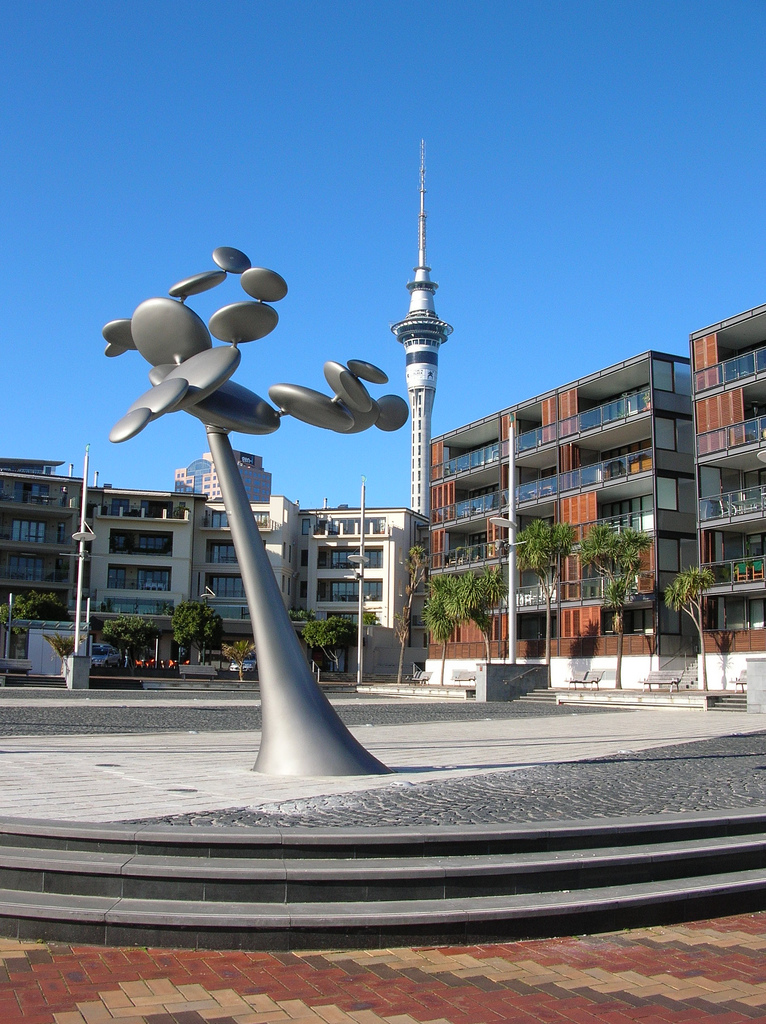
Citoplasma (1) en Auckland
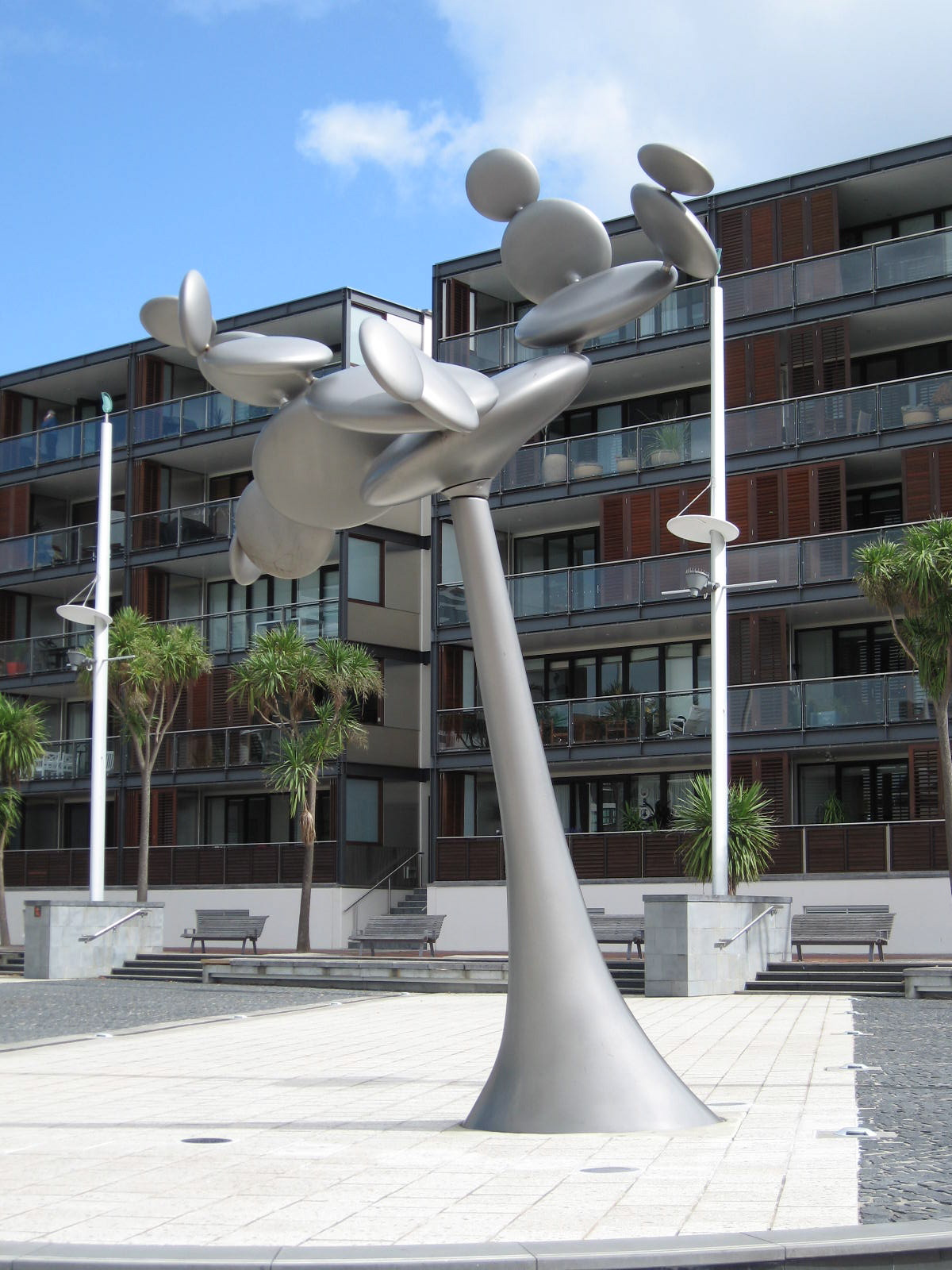
Citoplasma (2) Las uniones de los bloques son rodamientos giratorios accionables por el viento
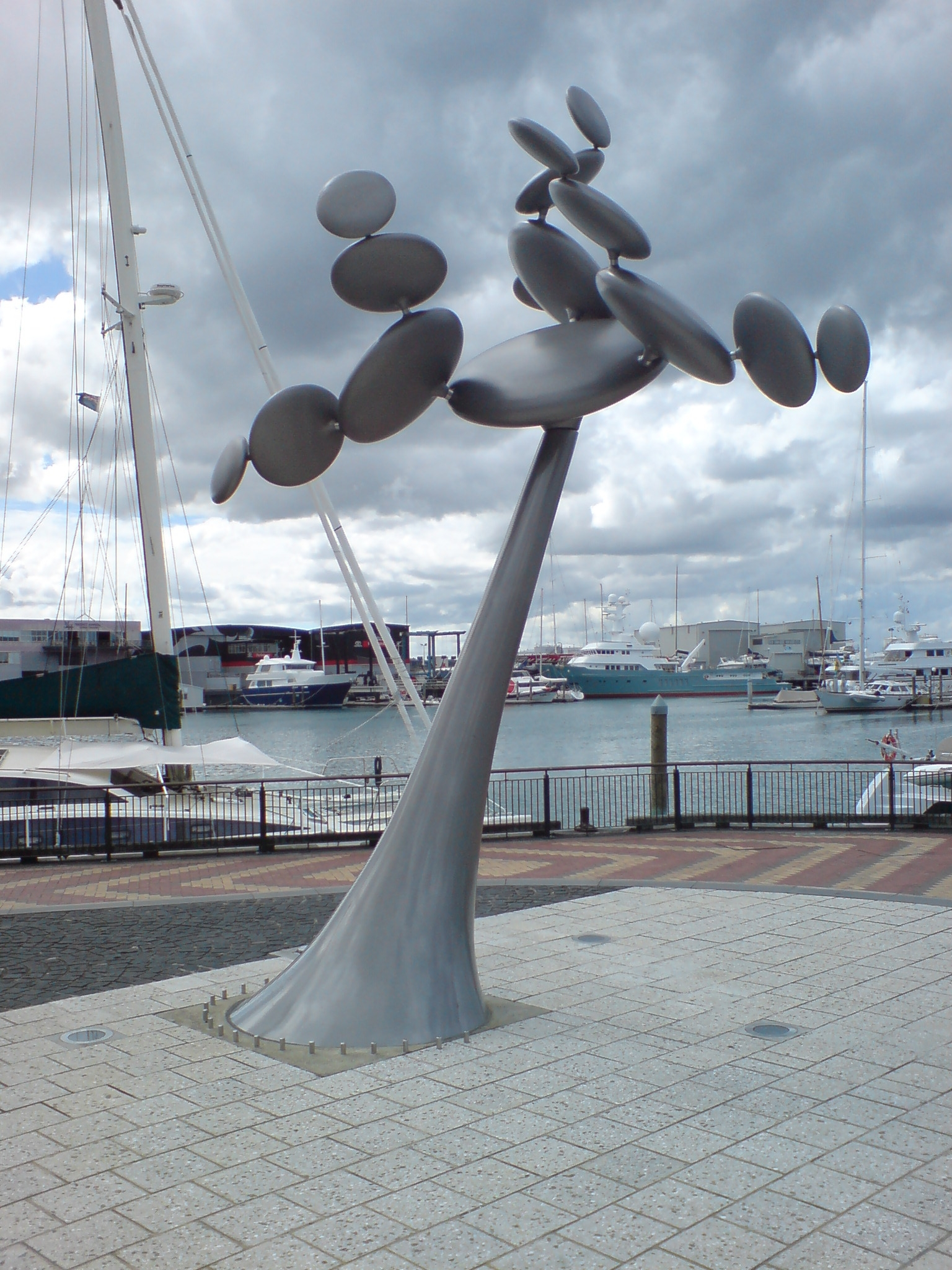
Citoplasma (3)
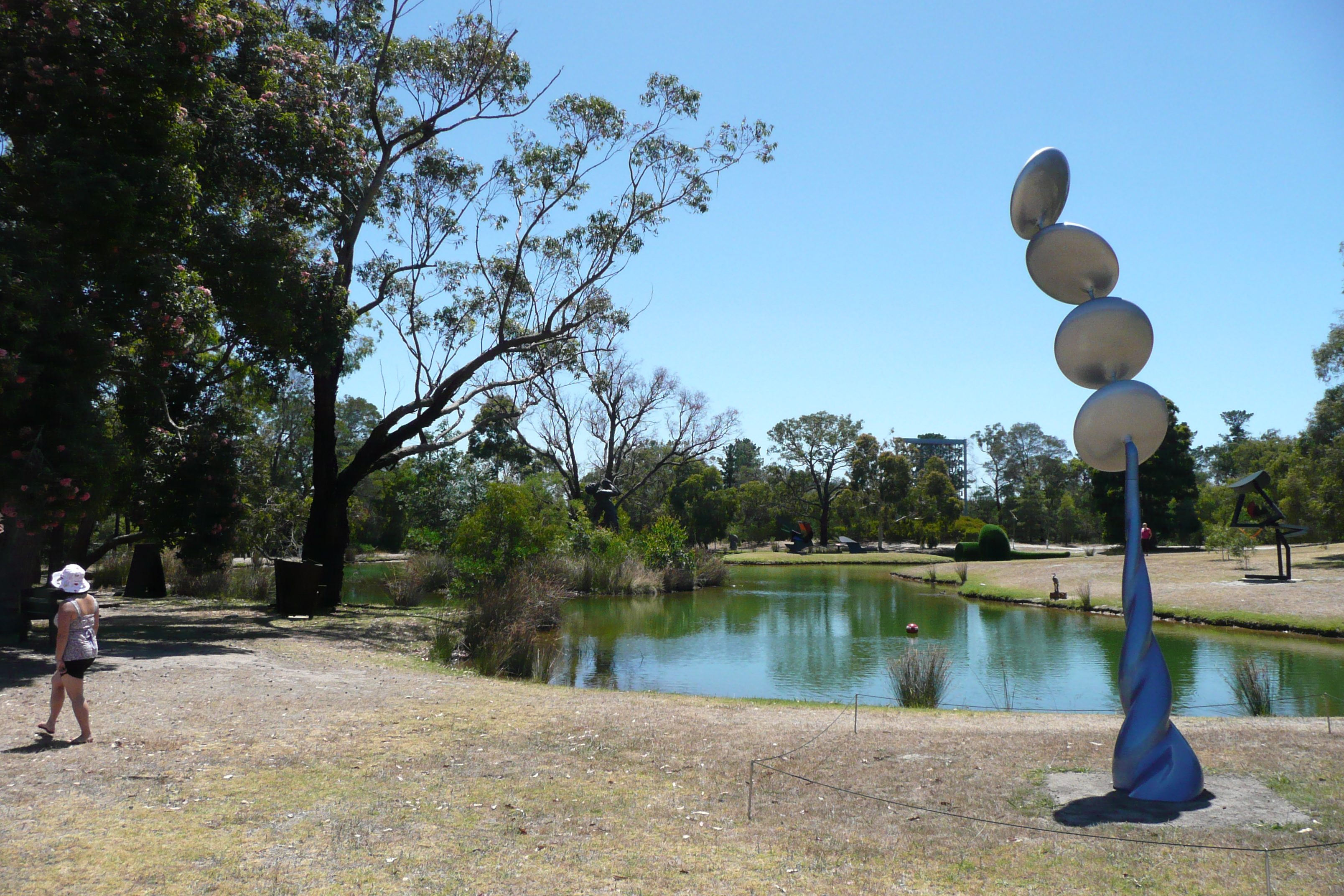
Protoplasma en Melbourne
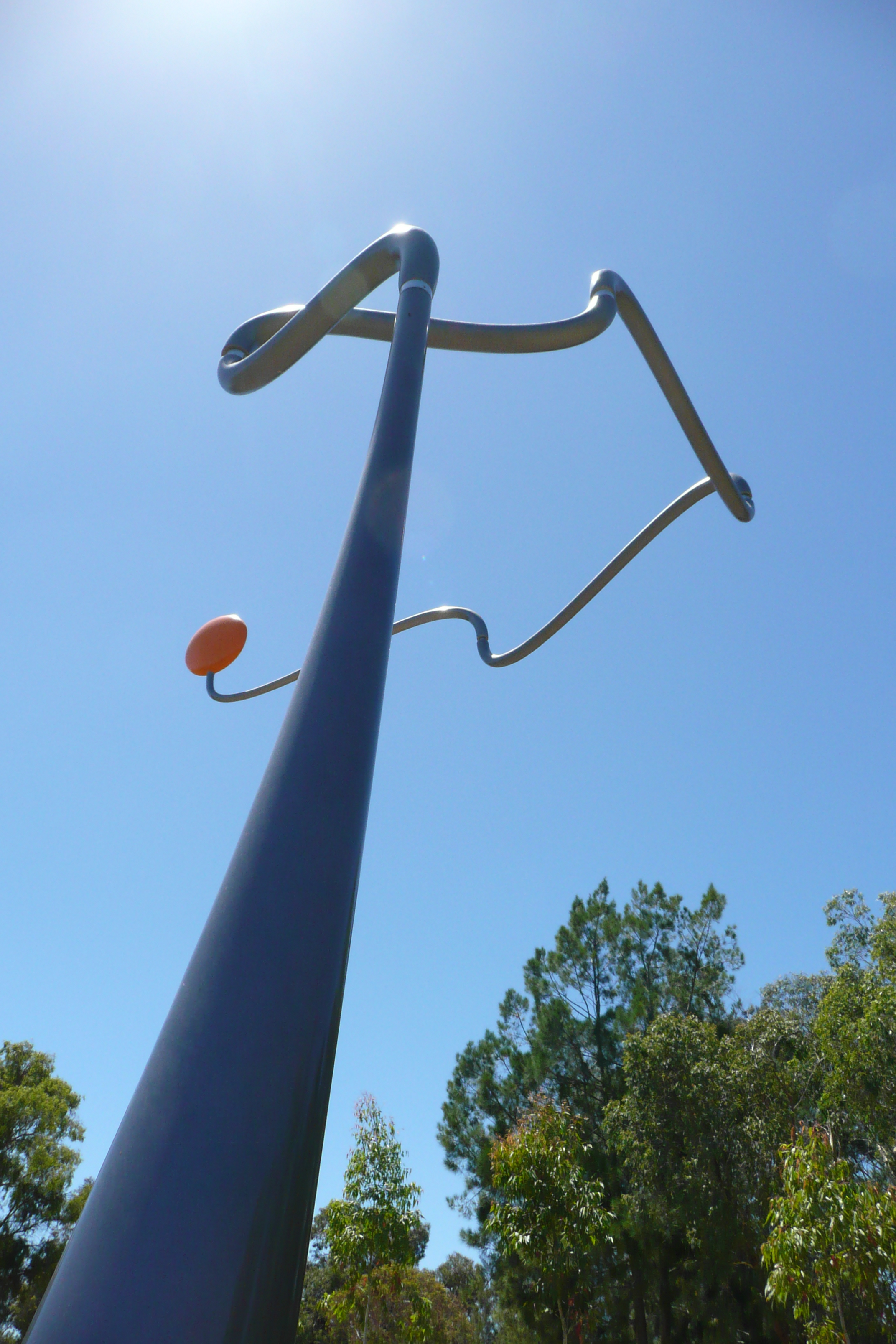
Objeto cinético en Melbourne
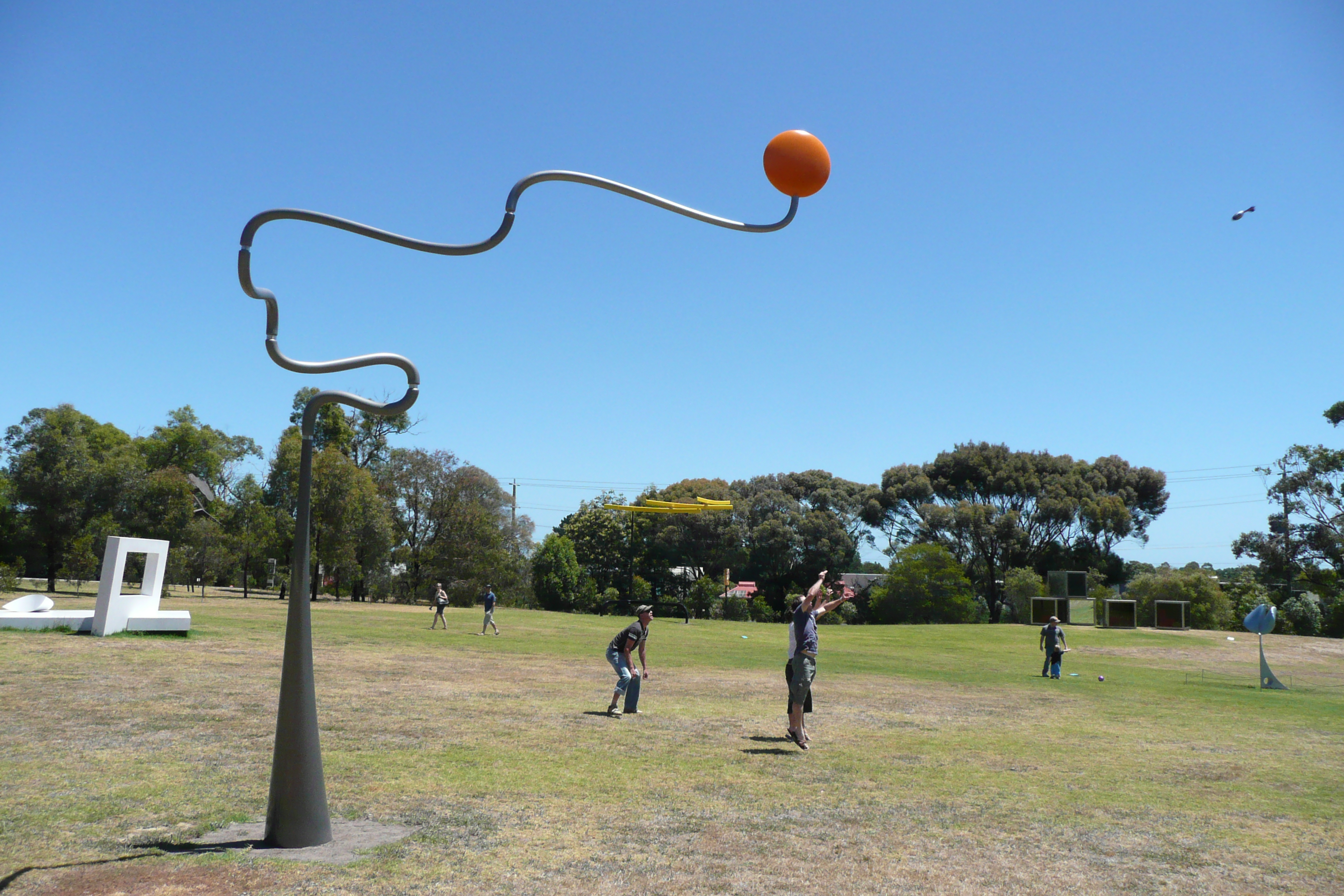